# جان كلود شيندلهولز
جان كلود شيندلهولز هو لاعب كرة قدم سويسري في مركز الهجوم، ولد في 11 أكتوبر 1940 في Moutier ‏ في سويسرا. شارك مع منتخب سويسرا لكرة القدم. أما مع النوادي، فقد لعب مع نادي سيرفيت.

## وصلات خارجية
- جان كلود شيندلهولز على موقع الاتحاد الدولي (مؤرشف)  (الإنجليزية)
- جان كلود شيندلهولز على موقع قاعدة بيانات كرة القدم.إي يو (الإنجليزية)
- جان كلود شيندلهولز على موقع ناشيونال فوتبول تيمز (الإنجليزية)
- جان كلود شيندلهولز على موقع عالم كرة القدم.نت (الإنجليزية)